# Wólka Krosnowska
 (mars 2021).
Si vous disposez d'ouvrages ou d'articles de référence ou si vous connaissez des sites web de qualité traitant du thème abordé ici, merci de compléter l'article en donnant les références utiles à sa vérifiabilité et en les liant à la section « Notes et références ».
Wólka Krosnowska est une localité polonaise de la gmina de Lipce Reymontowskie, située dans le powiat de Skierniewice en voïvodie de Łódź.